# Mimarcaria matsumotoi
Mimarcaria matsumotoi is een tweekleppigensoort uit de familie van de Arcidae. De wetenschappelijke naam van de soort is voor het eerst geldig gepubliceerd in 1958 door Habe.